# C.C. Catch
C. C. Catch, nome artístico de Caroline Catharina Müller (Oss, Holanda, 31 de julho de 1964) é uma cantora, dançarina e compositora pop neerlando-alemã, que alcançou bastante sucesso com temas como "I Can Lose My Heart Tonight".

## Biografia
Nasceu com o nome de Caroline Catherina Müller em Oss, Países Baixos, no dia 31 de Julho de 1964. Viveu na Holanda junto com seus pais: Peter Müller (alemão), sua mãe Corry (holandesa) e seus três irmãos menores, Marcel, Marco e Jürgen. Em 1979 devido a razões de trabalho do pai, a família Müller se muda definitivamente para Alemanha. Caroline tinha o sonho de ser artista desde muito criança. Gostava muito de música, começou com aulas de Ballet e também aprendeu a tocar guitarra.

### Anos 70 e início dos anos 80
Contou sempre com o apoio de sua família, seus pais compraram seus primeiros instrumentos musicais, em especial seu pai tomava seu tempo para acompanhá-la a concursos e era seu representante. Dessa maneira Caroline começou a apresentar-se em vários concursos de talentos, dos  quais ganhou a maioria, fixando-se então como uma grande futura promessa de entrar no mundo artístico.
Seu primeiro nome artístico foi Carol Dean. Com esse nome chegou a gravar dois temas (Queen of Hearts e C'est la Vie) mas que nunca foram publicados.
Caroline se uniu com três garotas, Sabine, Sylvia e Claudia, para formar o grupo feminino Optimal, produzida por Peter Kent. Neste grupo cantavam todas por igual e a uma só voz. Elas chegaram a editar dois singles de nome Er war magnetisch e The Goodbye.

### Nasce C. C. Catch
Como Optimal continuou se apresentando em discotecas e night clubs, Caroline destacava-se por seu carisma e é assim que alguns produtores começaram a interessar-se por ela. Em 1985 foi descoberta pelo produtor Dieter Bohlen em um night club da cidade alemã de Hamburgo.
Caroline aceitou com entusiasmo o convite de Dieter Bohlen já que era a oportunidade que esperava, Bohlen tinha muito prestigio por fazer parte da banda Modern Talking.
Para o nome ele simplesmente utilizou as primeiras letras de seu nome Caroline Catherine, "C. C.", e adicionou "Catch", soava perfeito. É assim que nasce o nome C. C. Catch.
Para seu primeiro tema foi escolhido um tema que fora escrito em alemão para a cantora Mary Roos que ja havia cantado versões em alemão de You're My Heart, You're My Soul de Modern Talking. O seu single era Keine Träner Tut Mir Leid que foi traduzido para inglês e se tornou o tema de estreia de C. C. Catch. Com "I Can Lose My Heart Tonight"  C. C. Catch alcançou os primeiros lugares em países como: Espanha, Bélgica, Alemanha, Italia, Rússia e Israel.
As capas do primeiro disco de C. C. Catch não mostravam seu rosto de maneira clara. Apenas se via um  distorcido rosto feminino. Para os que começaram a escutá-la foi um real mistério imaginar como poderia ser a cantora que tinha aquela bela voz. Em curto tempo logo, o mistério se resolveu quando ela começou a fazer suas primeiras apresentações públicas na mídia, por meio da televisão, por exemplo.
Mas C. C. Catch tinha agora o objetivo de demonstrar que não era uma artista de um único sucesso apenas e isso era algo do qual Dieter Bohlen também era consciente, por isso trabalharam seguindo a mesma fórmula, e no mesmo ano C. C. Catch lançou o seu segundo single, o qual se chamou Cause You Are Young. Este disco foi um sucesso por toda a Europa. Se fixava assim a presença de C. C. Catch como estrela internacional.

### A Rainha Da Euro-Disco
Caroline estava em seu melhor momento, seus temas se encontravam nos primeiros lugares dos charts a nível mundial, e mais em sua vida pessoal havia encontrado o amor com um jovem chamado Frank Otto, o qual havia conhecido um ano antes como baterista de uma banda de rock chamada Aquamarine (anos depois Frank Otto se uniu a banda de Dieter Bohlen, para ser baterista do Blue System).	
Meses depois saiu seu primeiro álbum, o qual se chamou Catch The Catch. O disco continha 8 canções e na capa tinha um gato negro, mascote favorita de C. C. Catch. Este álbum foi um grande sucesso. Ainda nesse ano foi publicado seu seguinte single de nome Strangers by Night. Depois publicou seu novo single Heartbreak Hotel, tema que foi incluído em seu segundo álbum.
Pela aquela época o sucesso de Modern Talking também era muito forte e seus fãs notavam o excessivo parentesco dos temas de C. C. Catch com os do Modern Talking, chegando inclusive ela a criticar este parentesco; por esse motivo ela declarou o seguinte: "Dieter Bohlen é meu produtor e também o  produtor de Modern Talking. Ele também escreve as canções para ambos e por isso que a sua influência é obvia em minhas canções..."
Seu segundo álbum foi publicado em 1986, Welcome to the Heartbreak Hotel continha 10 canções, e teve vendas superiores ao seu primeiro álbum. Os singles também tiveram muito mais sucesso, em especial "Heaven and Hell".
Em 1987, um novo tema de C. C. Catch apareceu, a canção era "Are You Man Enough?" single do terceiro álbum. Ela gravou também um videoclip para esse tema, aonde apareceria pela última vez com seu look característico, depois se cortou seu cabelo bem baixo, e dessa maneira apareceu no seguinte single "Soul Survivor".
O terceiro álbum se chamou "Like a Hurricane" contendo 9 temas, que foi igualmente um sucesso em vendas. Entretanto Thomas Anders havia deixado o Modern Talking e Dieter Bohlen apresentou seu novo projecto, Blue System, deixando para trás o anterior grupo.
Em maio de 1988 nova música dessa vez "House of Mystic Lights" que teve um videoclip filmado em Las Vegas e contava com a participação do Captain Hollywood como rapper.

### Garota Independente
Com os anos 90 C. C. Catch havia mudado para a  Inglaterra aonde aconteceria uma nova etapa de sua carreira artística. Agora C. C. Catch havia deixado de trabalhar com Bohlen, isso significava que Bohlen deixara de trabalhar com suas canções e com seu nome, gravaram uma nova coletânea que saiu na Alemanha e outros países da Europa, se chamou Super 20, e deste álbum tiraram o single Summer Kisses, que teve um vídeo, mas era um mix de imagens de outros vídeos.
C. C. Catch ganha pela primeira vez um premio internacional, na Alemanha, dessa vez em Goldener Löwe como cantora pop do ano, na Alemanha. C. C. Catch se apresenta também no ano de 1989 em Sopot (Polónia) e nos Países Baixos, seu país de origem pela primeira vez.
O primeiro passo seria recuperar seu nome, pois o nome de C. C. Catch era registrado legalmente por Bohlen. Então começaram as brigas na justiça mas depois de um acordo Caroline voltou a ser C. C. Catch novamente.
Tudo estava correto,havia conseguido grandes produtores como Avenue, Andy Taylor, (ex-Duran Duran), Jo Dworniak, Dave Clayton, e no final de 1989, saiu o primeiro single sem Bohlen Big Time do álbum Hear What I Say. O tema era diferente ao clássico som Bohlen, e agora se apresentava diferente com longos cabelos pretos.
Era óbvio que este novo álbum representava muito para ela, Hear What I Say, o álbum continha temas mais dançantes, e a voz de Caroline soava de outra maneira.
Esse álbum foi muito bem recebido por seu seguidores, mas não pelo seguidores Bohlen, que eram muitos. A BMG com Dieter Bohlen lança o single Baby I need Your Love (com videoclip) e a  coletânea Classics com seus velhos sucessos. Muitos fãs ficaram confundidos.
Os discos da BMG estavam vendendo muito mais que os novos de C.C.Catch, era como competir contra ela mesma.
Passado um tempo C. C. Catch lançou o single Midnight Hour, a BMG respondeu publicando o disco Good Guys only Win in Movies, era a segunda vez que era declarada um boicote descarado contra C. C. Catch.
Não era apenas a vida profissional que estava com problemas, mas a sentimental também. C. C. Catch se separou de seu noivo. Na próxima etapa ela se guardaria para a vida espiritual.

### Garota Espiritual
Uma fase em que quase não aparecia e foi perdendo sua fama. Ela quis cuidar de sua vida espiritual, começou a ler, pintar e a meditar. Colaborou com alguns artistas como Captan Hollywood, como backing vocal, mas no anonimato. Houve rumores de que ela estava grávida, mas perdeu a criança. Conheceu o seu futuro noivo Alex com quem casaria em 2001.

### O retorno da Rainha
Em 1998 verificou-se o regresso de Modern Talking o que causou um grande fenômeno de impacto na Euro Disco. Os antigos artistas dos anos 80 voltaram a moda e o sucesso de Modern Talking fez muitas bandas retornarem. C. C. Catch não foi exceção.
A gravadora BMG convidou C. C. Catch para editar uma coletânea chamada "Best 98'", o qual ela aceitou. Também fez as pazes com Dieter Bohlen e estava pronta para voltar com o rap Krayzee, que modernizava seus antigos sucessos.
A nova coletânea de C. C. Catch realmente não tinha nada de novo,apenas as versões rap, mas vendeu mais de 80.000 cópias e ela voltou a estar na moda. Gravaram o single Megamix'98 que alcançou o posto 33 nos charts da Alemanha e na Espanha apareceu o single Soul Survivor'98. Em 1999 surgiu I Can Lose My Heart Tonight '98, com direito a video, e que recebeu disco de ouro.
A partir de 1999 ela voltou a morar na Alemanha, havia começado sua tournée mundial,o problema era a BMG contra a Metronome, que brigavam por ela.
Caroline não queria voltar a ser a mesma dos anos 80, apesar de ter feito as pazes com Bohlen, a BMG lhe ofereceu um novo álbum com Bohlen, ela não aceitou pois ja tinha um grande número de músicas compostas por ela, que de vez em quando cantava em seu Shows, a BMG não aceitou o novo álbum composto por ela. E agora seria o fim de C. C. Catch?

### Shake Your Head
Em 2003 participou de shows pelos Estados Unidos, com Thomas Anders, ex-Modern Talking, nesse mesmo ano Modern Talking acabou.
No mesmo ano ela recebeu a proposta de realizar um novo single, que seria um cover de Was not Was Shake Your head, originalmente cantada por Ozzy Ozbourne sua equipe de produção estava a cargo de Savage, os mesmos lhe deram todo o apoio, C. C. Catch se animou a realizar, o disco foi número um na Alemanha, e alcançou boas posições em  outros países como Rússia, Espanha,o single chegou a ter inclusive vídeo, no mesmo single havia as músicas Spring e How does it feel.

### Come - Back Show
Em fevereiro de 2004 foi convidada a participar do programa Alemão Come Back, era um reality-show onde participaram vários artistas dos anos 80, também participaram: Chris Norman, Benjamín Boyce, Emilia, Coolio, Markus, Haddaway, Jazzy, Limahl, estes artistas seriam eliminados pelo público.
C. C. Catch era a favorita para vencer esse reality - show, porém devido a doenças não pode mais continuar e teve de sair.

### Silence, suposto novo álbum
C. C. Catch continuou fazendo inúmeros shows ao redor do mundo inteiro acompanha da de seu rappers e dançarinos Krayzee y Omega, os russos adoravam ver ela cantando seu antigos sucessos, o sucesso na Rússia foi enorme concertos esgotados em horas multidões de fãs só para verem ela cantar velhos sucessos, muito menos se importaram dos concertos terem a mesma track-list e coreografias, finalmente deixaram ela lançar uma música totalmente dela o demos se chamava Walk in Silence, mas a música se chamou "Silence (canção)".
Muitas dificuldades foram encontradas, a gravadora que gravou Shake Your Head, não aceitou gravar teve que mudar de gravadora novamente dessa vez foi a Danny Records que a aceitou, em 2004 saia o novo single "Silence (canção)", que foi um enorme sucesso por toda a Europa, teve inclusive vídeo filmado na Rússia.
Em 2005 estava tudo pronto ela iria gravar nos estúdios de Luiz Rodrigues, ex coprodutor do Modern Talking. Mas por razões que ninguém sabe isso não aconteceu.

### 20 anos de carreira
Também em 2005, ela completava 20 anos de carreira, foram lançados CDs e DVDs com remixes inéditos e sua turnê estava no auge, ela estava quase sempre na estrada.
Em 2006 seu marido reclamava constantemente das coreografias dos shows, achava-as muito ousadas, por fim os rappers Krayzee e Omega a deixaram e agora o que seria sem turnês, e nem álbuns?
Para o grande agrado de seus fãs C. C. Catch voltou com mais dois dançarinos:  Gilly (de Holanda) e Hakim (de Marrocos).
Em 2007, não houve muitas coisas polêmicas, apenas protestos, de fãs que chegaram até a afetar sua família, ela voltou a morar em Londres, com seu marido, e continuou fazendo grandes shows, com diferentes set-lists e coreografias.
No final de 2007, o grupo Systems In Blue estava disposto a ajudar ela a gravar o novo álbum, mas antes mesmo disso tornar-se realidade o vocalista do grupo morreu.

### Mais shows
Em 2008 não houve muitas notícias sobre ela, só houve shows, sendo seu número menor em relação aos outros anos.

### I Believe
Mal havia começado 2009 e C. C. Catch já estava na estrada, estava em Moscou no dia 1º de janeiro de 2009. Graças ao grande sucesso do primeiro show em Moscou, houve mais uma noite.
No dia 27 de março, C. C. Catch cantou sua nova música "I Believe (canção de C.C. Catch)" e arrasou novamente em Moscou, depois disso no outro dia, 28 de março, cantou num famoso restaurante de São Petersburgo (Rússia), Bistrot, mas por motivo que ninguém sabe a faixa ainda não foi lançada.
Nessa semana C. C. Catch gravou o novo álbum nos estúdios de Mrs. DYF, que será lançado em outubro.
Dia 11 de abril, C. C. Catch fez um grande concerto em Bucareste, Romênia. Em julho ela fez 2 concertos na Hungria e 1 na Ucrânia. E recebemos varias mensagens dela, por causa do aniversário. Também foi eleita a 11ª pessoa mais popular na Rússia.

## Discografia

### Álbuns

#### Álbuns de estúdio
| Ano  | Álbum                           |
| ---- | ------------------------------- |
| 1985 | Catch the Catch                 |
| 1986 | Welcome To The HeartBreak Hotel |
| 1987 | Like A Hurricane                |
| 1988 | Big Fun                         |
| 1988 | Diamonds                        |
| 1989 | Hear What I Say                 |
| 1998 | Best of '98                     |

#### Álbuns de coletânea
| Ano  | Álbum                           |
| ---- | ------------------------------- |
| 1988 | Strangers by Night (coletânea)  |
| 1989 | Super Disco Hit's               |
| 2005 | Catch the Hit's                 |
| 2009 | Catch The Hits - Mp3 Collection |

Singles
- 1985 I Can Lose My Heart Tonight (Hansa)
- 1985 'Cause You Are Young (Hansa)
- 1985 Strangers By Night (Hansa)
- 1986 Heartbreak Hotel (Hansa)
- 1986 Heaven & Hell (Hansa)
- 1987 Are You Man Enough (Hansa)
- 1987 Soul Survivor (Hansa)
- 1988 House Of Mystic Lights (Hansa)
- 1988 Nothing But A Heartache (Hansa)
- 1988 Backseat Of Your Cadillac (Hansa)
- 1988 Summer Kisses (Hansa)
- 1989 Big Time (Metronome Musik GmbH)
- 1989 Midnight Hour (Metronome Musik GmbH)
- 1998 Megamix '98 (BMG Berlin Music GmbH)
- 1998 Soul Survivor '98 (BMG Berlin Music GmbH)
- 1998 I Can Lose My Heart Tonight '98 (BMG Berlin Music GmbH)
- 2003 Shake Your Head
- 2004 Silence (with Leela)
- 2009 I Believe (CCCatch)

## C.C. Catch no Brasil
C.C. Catch é conhecida por todo o Brasil, fazendo algum sucesso isoladamente. Mas o maior número de fãs está nos estados do Paraná, Santa Catarina e Rio Grande do Sul, incrivel é o sucesso do C.C.Catch também no Acre, talvez influenciado pelas grandes colônias alemãs que se encontram nesses estados. Nessa região, C. C. Catch ainda faz muito sucesso e suas músicas ainda são bastante tocadas. Entretanto o êxito de C. C. Catch no sul do Brasil não foi suficiente para que ela promovesse suas canções por terras brasileiras.